# Государственная дума Российской империи
Госуда́рственная ду́ма Росси́йской импе́рии — законосовещательное, позднее — законодательное представительное учреждение Российской империи.
Являлась высшим законодательным государственным органом наряду с преобразованным Государственным советом; фактически представляла собой нижнюю палату парламента государства. Всего было четыре созыва Государственной думы Российской империи.

## История
Манифестом от 6 августа 1905 года император Николай II учредил Государственную думу как «особое законосовещательное установление, коему предоставляется предварительная разработка и обсуждение законодательных предположений и рассмотрение росписи государственных доходов и расходов».
Срок созыва был установлен не позднее половины января 1906 года. Однако Положение о выборах в Думу, разработанное комиссией во главе с министром внутренних дел Булыгиным, обсужденное в июле 1905 года на Петергофском совещании под председательством Николая II и утверждённое им в день подписания Манифеста об учреждении Думы 6 августа 1905 года, вызвало сильное недовольство в обществе (правом голоса наделялись лишь ограниченные категории лиц: крупные собственники недвижимых имуществ, крупные плательщики промыслового и квартирного налога, и — на особых основаниях — крестьяне).
Многочисленные митинги протеста и забастовки в конце концов переросли во Всероссийскую октябрьскую политическую стачку, и выборы в так называемую «Булыгинскую думу» не состоялись.
Новой основой законодательной компетенции Государственной думы стал Манифест 17 октября 1905 года, установивший своим пунктом 3 «как незыблемое правило, чтобы никакой закон не мог восприять силу без одобрения Государственной думы». Эта норма была закреплена в статье 86 Основных законов Российской империи в редакции от 23 апреля 1906 года: «Никакой новый закон не может последовать без одобрения Государственного совета и Государственной думы и восприять силу без утверждения Государя Императора». Из совещательного органа, как устанавливалось Манифестом от 6 августа 1905 года Дума становилась законодательным органом.
Манифест 20 февраля 1906 года дополнительно определил способы законодательного взаимодействия органов высшей власти; фактически он преобразовал Государственный совет Российской империи в подобие верхней палаты парламента.
В апреле 1906 года была создана Библиотека Государственной думы, которая проработала до 1918 года, когда декретом Совета народных комиссаров РСФСР канцелярия Государственной думы и все структуры, составлявшие её аппарат, в том числе и библиотека, были упразднены.
Первое заседание Государственной думы состоялось 27 апреля (10 мая) 1906 года в Таврическом дворце Санкт-Петербурга.
| Партия                               | I Дума   | II Дума | III Дума | IV Дума |
| ------------------------------------ | -------- | ------- | -------- | ------- |
| РСДРП                                | (10)     | 65      | 19       | 14      |
| Эсеры                                | -        | 37      | -        | -       |
| Народные социалисты                  | -        | 16      | -        | -       |
| Трудовики                            | 107 (97) | 104     | 13       | 10      |
| Прогрессивная партия                 | 60       | -       | 28       | 48      |
| Кадеты                               | 161      | 98      | 54       | 59      |
| Автономисты                          | 70       | 76      | 26       | 21      |
| Октябристы                           | 13       | 54      | 154      | 98      |
| Националисты                         | -        | -       | 97       | 120     |
| Правые                               | -        | -       | 50       | 65      |
| Беспартийные                         | 100      | 50      | -        | 7       |
| Всего                                | 511      | 500     | 441      | 442     |
| Количество фракций при роспуске Думы | 6        | 10      | 11-12    | 11-16   |

## I созыв
Созвана согласно новому избирательному закону от 11 декабря 1905 года, по которому 49 % всех выборщиков принадлежало крестьянам. Выборы в Первую Государственную думу проходили с 26 марта по 20 апреля 1906 года.
Выборы депутатов Думы происходили не напрямую, а через избрание выборщиков отдельно по четырём куриям — землевладельческой, городской, крестьянской и рабочей. Для первых двух выборы были двухстепенные, для третьей — трёхстепенные, для четвёртой — четырёхстепенные. РСДРП, национальные социал-демократические партии, Партия социалистов-революционеров и Всероссийский крестьянский союз объявили выборам в Думу первого созыва бойкот.
Из 448 депутатов Госдумы I созыва кадетов было 153, автономистов (члены Польского коло, украинских, эстонских, латышских, литовских и др. этнических групп) — 63, октябристов — 13, трудовиков — 97, 105 беспартийных и 7 прочих.
Первое заседание Государственной думы состоялось 27 апреля (10 мая) 1906 год в Таврическом дворце Санкт-Петербурга (после приёма у Николая II в Зимнем). Председателем был избран профессор Московского университета кадет С. А. Муромцев. Товарищами председателя — князь П. Д. Долгоруков и Н. А. Гредескул (оба кадеты). Секретарём — князь Д. И. Шаховской (кадет).
Первая дума проработала 72 дня. Обсуждались 2 проекта по аграрному вопросу: от кадетов (42 подписи) и от депутатов трудовой группы Думы (104 подписи). Предлагали создание государственного земельного фонда для наделения землёй крестьянства. Кадеты хотели включить в фонд казённые, удельные, монастырские, часть помещичьих земель. Выступали за сохранение образцовых помещичьих хозяйств и отчуждение за рыночную цену той земли, которая сдаётся ими в аренду. Трудовики требовали для обеспечения крестьян отвести им участки по трудовой норме за счёт казённых, удельных, монастырских и частно-владельческих земель, превышающих трудовую норму, введение уравнительно-трудового землепользования, объявления политической амнистии, ликвидации Государственного совета, расширения законодательных прав Думы.
13 мая появилась правительственная декларация, которая объявляла недопустимым принудительное отчуждение земли. Отказ даровать политическую амнистию и расширить прерогативы Думы и ввести принцип ответственности перед ней министров. Дума ответила решением о недоверии правительству и замене его другим.
6 июня появился ещё более радикальный эсеровский «проект 33-х». Он предусматривал немедленное и полное уничтожение частной собственности на землю и объявление её со всеми недрами и водами общей собственностью всего населения России.
8 июня 1906 года с думской трибуны выступил депутат от Партии демократических реформ князь С. Д. Урусов. Лондонская газета «Стандарт» в тот же день написала: "Речь князя Урусова фактически явилась историческим моментом, с начала до конца была саркастическим обвинением того, что известно под именем «треповского режима». Выступив с трибуны Государственной Думы, Сергей Дмитриевич сделал вывод о том, что дальнейшее развитие государственной жизни зависит не только от позиции правительства Горемыкина (по думскому регламенту он не имел права упоминать самого царя), но и от действия закулисных «тёмных сил». Явно намекая на Трепова, он закончил свою речь фразой, мгновенно ставшей знаменитой: «На судьбы страны оказывают влияние люди по воспитанию вахмистры и городовые, а по убеждению погромщики». Эта фраза потонула в громе нескончаемых аплодисментов всего зала заседаний. «Биржевые ведомости» писали, что «более тяжкого поражения, чем речь Урусова, старый режим ещё не получал».
8 июля 1906 года царское правительство под предлогом, что Дума не только не успокаивает народ, но ещё более разжигает смуту, распустило её.
Думцы увидели манифест о роспуске утром 9 июля на дверях Таврического дворца. После этого часть депутатов собралась в Выборге, где 9-10 июля 200 депутатами было подписано Выборгское воззвание.

### Выборы в I Государственную думу
Подготовка к выборам началась с того, что в январе 1906 года министерством внутренних дел была разослана инструкция земским начальникам следующего содержания:
- 1) Удерживаясь от явного активного вмешательства в предстоящие выборы в Государственную думу, земские начальники, тем не менее, обязаны наблюдать за тем, чтобы во время выборов не имело места насилие со стороны различных противоправительственных партий, как-то: социал-демократов, социал-революционеров, конституционных демократов и им подобных.
- 2) Земским начальникам вменяется в обязанность вести с крестьянами частные собеседования, разъясняя им, что участие в выборах не есть какое-нибудь право или вольность, а обязанность верноподданного. При сём разъясняя населению программы различных партий, земские начальники обязаны разъяснить крестьянам всю неосновательность программ, клонившихся к изменению основного государственного строя.
- 3) Во время производства самих выборов земские начальники через доверенных лиц обязаны следить за теми из ораторов, которые ставя себе целью проникновение в Государственную думу, обещали бы крестьянам несбыточными надеждами на даровое наделение частновладельческими земельными участками. Таковых ораторов, если бы они проникли в выборные собрания, необходимо для правильного течения выборов удалять, как беспокойный элемент. Само же удаление таковых лиц из помещения выборщиков должно производиться отнюдь не официальными представителями власти, а через доверенных людей.
- 4) Удалению из помещения выборщиков подлежат как лица в нетрезвом состоянии, так и крикуны.
- 5) О недопущении в помещение для выборщиков лиц, зарекомендовавших себя со стороны неблагонадёжности, земские начальники обязаны озаботиться накануне выборов.
- 6) В помещениях для выборщиков надлежит вывесить имена лиц, кои по неблагонадёжности своей кандидатами быть не могут, и если бы сами выборщики таковых избрать пожелали, то предварять, что таковые выборы, как неправильно протекавшие, действительными быть не могут и подлежат опротестованию.
- 7) В случае, если бы агитаторы выказали намерение обратить выборные собрания в крестьянские комитеты для раздела частновладельческих земель, земские начальники, объявив такие собрания незаконными, имеют право немедленно обратиться к содействию военной силы для ареста лиц, принявших участие в таковых комитетах.
- 8) Всё это подлежит строгому выполнению, не вызывая нарекания со стороны населения.

Были арестованы массами учителя земских школ, фельдшера, крестьяне, пользующиеся уважением среди своих односельчан. Среди арестованных крестьян были уполномоченные от волостных сходов для избрания выборщиков в Государственную думу. Во многих сёлах пустовали школы, что несомненно вызвало ропот среди крестьян.
В Нижнем Новгороде благодаря свирепой реакции, терроризировавшей население, избирательная кампания проходила, настолько вяло, что полиция начала серьёзно опасаться поголовной забастовки.
В Гадячском уезде Полтавской губернии земские начальники выезжали по сёлам и на сходках объясняли манифест 17 октября 1905 года, призывали всех к порядку.
В Курске полиция усердно следила за грамотными крестьянами. Полиция в уездах отбирала газеты и листки, привозимые из города. Собрания в 5-6 человек разгонялись. Намеченные кандидаты повсеместно преследовались. В Слободском уезде Вятской губернии действовал циркуляр П. Н. Дурново. По весям и стогам уезда разъезжал сельский писарь и агитировал за партию правого порядка.
В Черниговской губернии подверглись гонениям уполномоченные крестьяне, резко высказывавшиеся против проекта Стицинского о крестьянах. Везде производились повальные обыски и массовые аресты. Особенно многочисленны аресты были в Нежинском уезде. В целом ряде селений производились повальные обыски и аресты. Тюрьма в Нежинском уезде была переполнена: вместо 50 человек на которых она рассчитана, там находилось 120 человек.
Репрессии обрушивались на все опасные или неблагонадёжные с точки зрения правительства элементы: на организованные группы, решившие принять активное участие в выборах, и на партии и слои населения, бойкотировавшие выборы, и, наконец, на те необъединённые ещё элементы, которые казались правительству ненадёжными или подозрительными. Газеты были переполнены жалобами и протестами по поводу производимых властями совместно с черносотенными организациями акциями насилия над избирателями. Предвыборные собрания или вообще не разрешались или разгонялись, как только речи ораторов принимали нежелательный для полиции оборот. Особенно преследовалась Партия народной свободы, в то время как правые партии пользовались особым покровительством полиции, и им разрешалось устраивать собрания, митинги, собеседования, распространять во множестве черносотенные воззвания.
Из Тамбова, Ярославля, Одессы и других городов доходили сведения, что собрания членов конституционно-демократической партии не разрешаются, распространение её программ и афиш не разрешается.
В Орле, кроме крайних партий, действовали три партии: Союз законности и порядка, Союз 17 октября и конституционные демократы. Последние были фактически лишены возможности проводить агитацию. Тюрьмы были наполнены крестьянами, принявшими кадетскую программу. В Твери чиновникам было предложено 24 февраля или выйти из состава кадетской партии, или подать в отставку. Причину такого распоряжения Хитрово объяснил полученным циркуляром от министра П. Н. Дурново, воспретившим лицам, состоящим на государственной службе какую либо деятельность в партии Народной свободы.
Любопытный документ был получен в первых числах марта Тамбовским комитетом партии народной свободы. Документ гласил: «От Тамбовского полицмейстера. По распоряжению Его превосходительства Тамбовского генерал-губернатора, имею честь вам объявить, что никакие собрания конституционно-демократической партии им впредь разрешаемы не будут. Тамбовский полицмейстер Старынкевич». Во Владимирской губернии избирательная кампания велась крайне вяло. Административные репрессии в виде массовых арестов и удаление служащих сильно терроризировали население.
Крестьяне боялись намечать уполномоченных кандидатов так как кандидаты могли быть арестованы. В селе Дороцком у крестьян отнимались листки.
15 февраля земские начальники Владимирского уезда вызывали к себе всех волостных старшин которым разъясняли, как вести выборные сходы по волостям, при этом приказывали, чтобы сходы были изолированы от постороннего влияния.
В железнодорожных мастерских местным начальством был составлен список лиц, имеющих право выбора. Уездным наблюдателям было разослано предписание учителям церковно-приходских школ:
«Милостливый Государь, согласно закону 11 декабря вы имеете принять участие в выборах в Государственную думу. Ввиду этого считаю долгом разъяснить:
- 1) Что вы непременно должны прибыть в уездный город в известный день, назначенный для выборов и тем усилить русскую партию.
- 2) Что заранее вы должны ознакомится с убеждениями тех лиц, которые будут выбираемы.
- 3) Что должны выбирать тех лиц, которые сочувствуют тому делу, которому вы служите.
- 4) Что ни в каком случае вы не должны примыкать к крайним политическим партиям, имеющим целью разрушение государственного строя, в противном случае вам придётся оставить учительскую службу, как несовместимую по своему служебному долгу с принципами крайних партий.»

В Аткарске предвыборные собрания местного отдела конституционно-демократической партии не могли состояться потому, что городской глава, с готовностью и предупредительностью уступавший помещении городской думы для собраний правой партии, решительно отказал предоставить городской общественный дом для собрания конституционно-демократической партии. В селе Богородском Нижегородской губернии на волостном сходе для избрания выборщиков крестьяне постановили: Думу бойкотировать, требовать учредительного собрания на основе всеобщего прямого, равного и тайного избирательного права.
Вот цифры не явившихся на выборы крестьян и мелких землевладельцев. Общая сумма записанных на съездах мелких землевладельцев равна 249 258 человек. Из них на выборы явилось 38 309 человек, что составляет 15,4 %.
В 19-ти губерниях процент явившихся выше этой средней цифры, а в 19 — ниже. Наибольший процент явившихся наблюдался в Самарской губернии  — 50,2 %. Свыше 30 % явилось на выборы в Подольской (45 %), Пензенской (43,0 %), Воронежской (41,2 %), Псковской (39,2 %), Бессарабской (34,8 %), Пермской (32,4 %), Могилёвской (31,4 %) губерниях.
Наименьший процент явившихся отмечен в Вологодской губернии, а именно 0,7 % (из 27 917 записанных по Вологодскому, Кадниковскому и Яренскому уездам явилось на выборы только 208 человек). Меньше 10 % участвовало в выборах в Уфимской (3,2 %), Рязанской (3,7 %), Орловской (4,8 %), Виленской (5,9 %), Харьковской (6,8 %), Костромской (7,1 %), Курской (8,3 %), Калужской (9 %), Тульской (9,2 %), Таврической (9,2 %), Екатеринославской (9,5 %) губерниях. В Московской губернии на выборы явились 10,7 %.
В Московской губернии была выявлена целая система организованного давления на избирателей.
В Козлове Тамбовской губернии 14 марта 1906 года состоялся съезд крупных землевладельцев для избрания выборщиков. Из 350 избирателей съехалось только 85. Из них: 30 священников, 15 крестьян и 40 помещиков. У входа раздавались воззвания Союза русских людей, Союза 17 октября и Торгово-промышленной партии с заголовком «За Веру, царя и Отечество». Партии народной свободы никаких воззваний печатать и распространять не позволили. Полиция принимала деятельное участие в выборах. В зале присутствовали три стражника в полном вооружении. Из {Житомира графу Витте 13 апреля была послана следующая телеграмма:

Вопреки Высочайшему указу 8 марта 88 крестьян-выборщиков Волынской губернии, изолированные в монастырском подворье и путём присяги подчинённые исключительному воздействию духовенства, отсутствовали на единственном предвыборном собрании. Не многие же явившиеся не были допущены на собрание, которое благодаря этому не состоялось. Просим восстановления попранного закона. Выборщики-горожане волынской губернии. Уполномоченный выборщиков Соломон Торчинский.

Из того же Житомира телеграфируют 18 апреля:

Результаты выборов, проведённых под беспримерным давлением духовенства, дирижируемым Дубянским и помещиком Свешниковым, вызывают большое волнение. Избраны семь крестьян, из них только двое малограмотных, остальные безграмотные. Выдвинуты жребием три графа, магната, два предводителя, все крайне реакционеры. Подаётся кассационная жалоба. Одним поводом является заявление Потоцкого, сделанное до баллотировки горожанам, что жертвует тысячу рублей крестьянам. Графа тут же качали.

Бронницкий предводитель дворянства В. В. Мусин-Пушкин, союзник по попытке разгрома губернского земства братьями Гучковыми, пригрозил выборщикам, что если они в следующей инстанции будут стоять за прогрессивных кандидатов, им не миновать ареста. В Щапкинской волости за избирательной урной сидели священник, волостной старшина и писарь. Священник агитировал за реакционного кандидата. В Ставровской волости Владимирского уезда волостной старшина добился своего избрания тем, что избирательный ящик поставил не с одним отверстием, а с двумя, так что всем было видно, куда избиратель кладёт шар. При этом старшина стоял у урны и говорил, куда следует класть. В Мценском уезде Орловской губернии по всем волостям были на сходах урядники и по два стражника. В Покровском уезде Владимирской губернии также присутствовали на выборах урядники.
Во многих сёлах крестьяне неохотно собирались на сход. Приходилось посылать старосту, который разъезжая по селу, собирал и привозил на сход выборщиков. Несмотря на всё это, сходы везде состоялись и дали, сверх ожидания, очень неплохой результат. Всего было выбрано 38 уполномоченных в основном из сознательных, развитых крестьян.
В Ставрополе-Кавказском 12 марта состоялись выборы в губернское избирательное собрание по съезду городских избирателей. Из почти 6 тысяч избирателей, занесённых в списки, на выборы явилось 2212 человек, то есть около 40 %. Уклонение от выборов трёх пятых избирателей объясняется частью новизною дела, равнодушием, а частью и влиянием проповеди бойкота. Были и другие причины, часто очень оригинальные. Многие чиновники, например, не пошли на выборы, потому что был распущен слух, что всех чиновников, явившихся на выборы, будет записывать полиция, и затем они будут уволены со службы.
В Елисаветграде с 9-ти часов утра 4 апреля в манеже юнкерского училища шли выборы выборщиков. Вследствие полной нераспорядительности полиции у входа в манеж сначала была страшная давка и беспорядок, устранённые затем деятельным вмешательством начальника юнкерского училища полковника Морица. Избирателей явилась масса, из уезда несмотря на праздник приехало около восьмисот евреев, голосующих с городскими тремя тысячами.
В Петербурге победа досталась Партии народной свободы очень легко. Хорошо организованная, имея во главе выдающихся лидеров, эта партия без труда завоевала симпатии среди широких, слоёв избирателей. Правые партии успели так себя скомпрометировать своей бездарностью, внутренними неурядицами и своими явными стремлениями поддержать ненавистный всем старый порядок, что тысячи избирателей, числившихся формально в Партии правового порядка, Торгово-промышленной партии и  тайно подавали голоса за конституционалистов-демократов, и в Петербурге с поразительным единодушием были провалены кандидаты в выборщики, выставленные реакционными группами, и проведены все 160 выборщиков намеченных Партией народной свободы.
В Самаре победа досталась конституционалистам-демократам благодаря поддержке приказчиков, железнодорожных и земских служащих. Бесцеремонная агитация правых партий ни к чему не привела. Они расклеивали листовки с воззванием: «если хотите смуты, выбирайте кадетов», а толпа с яростью срывала эти афиши.
Газеты были переполнены сообщениями, что во множестве городов бойкот думы проводился рабочими с редкой стойкостью и мужеством. Особенно дружный бойкот был отмечен в Санкт-Петербурге, Одессе, Киеве, Севастополе, Брянске, Харькове, Екатеринославе, Риге, Либаве, Нижнем Новгороде, Саратове и многих других городах.

## II созыв
Государственная дума II созыва работала с 20 февраля по 3 июня 1907 года (одну сессию).
По своему составу она была в целом левее первой, так как в выборах участвовали социал-демократы и эсеры. Созвана согласно избирательному закону от 11 декабря 1905 года. Из 518 депутатов было: социал-демократов — 65, эсеров — 37, народных социалистов — 16, трудовиков — 104, кадетов — 98 (почти вдвое меньше, чем в первой думе), правых и октябристов — 54, автономистов — 76, беспартийных — 50, казачья группа насчитывала 17 депутатов, партия демократических реформ представлена одним депутатом. Председателем был избран «кадет» Ф. А. Головин. Товарищами председателя — Н. Н. Познанский (беспартийный левый) и М. Е. Березин (трудовик). Секретарём — М. В. Челноков («кадет»). Кадеты продолжали выступать за отчуждение части помещичьей земли и передачу её крестьянам за выкуп. Крестьянские депутаты настаивали на национализации земли.
1 июня 1907 премьер-министр П. А. Столыпин обвинил 55 депутатов в заговоре против царской семьи. Дума была распущена указом Николая II от 3 июня (Третьеиюньский переворот).

### Обвал потолка в Государственной думе 2 марта 1907 года
2 марта в заседании Государственной думы должно было состояться чтение декларации председателя совета министров. Но чтение декларации было отложено по причине обвала потолка. Обвал произошёл в 5 часов 40 минут утра. В помещениях Государственной думы были только дежурные служители, а в самом зале заседаний никого не было. В первый момент предположили, что это взрыв. Оказалось же, что с потолка, на огромном пространстве в 84 квадратных сажени (382 м²), обрушилась вся штукатурка с досками, дранкой и гвоздями. Вся эта масса, весом до 200 пудов (3300 кг), упала в места депутатов, в проходах и частью на ложи для публики. Вне района разрушения остались места только что избранного президиума, ложи министров, членов Государственного Совета, представителей печати и часть кресел депутатов крайней правой и крайней левой партий. Все остальное пространство сплошь было завалено досками, грудами извести и мусора, перемешавшимися с обломками мебели. Слева, опираясь одним концом в ложу для публики, а другим на обломки кресел и пюпитров, повисла громадная часть деревянной обшивки потолка. Люстры на потолках удержались на своих цепях.
В Таврический дворец прибыл градоначальник, были вызваны судебные власти и должностные лица. Одним из первых прибыл председатель совета министров П. А. Столыпин, а затем председатель Думы Ф. А. Головин.
Прибывшие депутаты, умеренные и правые, отслужили благодарственное молебствие за избавление депутатов Думы от предстоявшей неминуемой гибели. Если бы катастрофа случилась несколькими часами позже, то погибло бы около 300 депутатов.
Заседание было перенесено в круглый зал, находящийся между Екатерининским залом и вестибюлем.
В этом зале был поставлен у входных дверей стол для председателя и секретаря Думы, было сделано возвышение для ораторов и размещены венские стулья для депутатов. На особых местах присутствовали министры во главе с председателем совета министров. Между колоннами, отделяющими залы, разместились представители печати и публика по билетам. На боковых диванах разместились иностранные корреспонденты.

В 11 часов 15 минут утра Ф. А. Головин открыл заседание. Центр тяжести Думы партия конституционных демократов, в лице депутата К. К. Черносвитова, внесла предложение, чтобы были отсрочены заседания и чтобы президиум вошёл в соглашение с министром двора об отыскании другого соответствующего помещения для заседания Думы. Крайне левые (социал-демократы) не соглашались с этим, и от их лица выступил депутат Г. А. Алексинский, корректор, избранный от Петербургских рабочих, заявивший: «Граждане депутаты! Я вношу предложение отыскать самое крепкое, самое надёжное помещение в Петербурге, хотя бы это было здание министерства, департамента полиции, городской думы или другое подобное учреждение — и там возобновить немедленно наши заседания, так как народ ждёт, что скажут его представители, и если народ узнаёт, что над нами валятся потолки, то он сумеет из этого сделать соответствующие выводы». Эта резкая речь вызвала аплодисменты и протесты.

Подавляющим большинством было принято предложение конституционно-демократической партии, с которой согласились и представители партий умеренных и правых. В 12 часов 15 минут дня заседание было закрыто.
Из воспоминаний Евлогия (Георгиевского): 

В ночь на 2 марта случилась катастрофа — в зале заседаний рухнул потолок... Когда я утром приехал, я увидал на наших местах груды штукатурки. Этот недосмотр архитекторов вызвал в депутатах бурю негодования. А депутаты-крестьяне от радости, что избегли смертельной опасности, просили меня отслужить для них благодарственный молебен. Для заседаний был спешно приспособлен другой зал Таврического дворца — и загремели зажигательные речи... Обвал потолка дал повод для возмущения деятельностью правительства, а в катастрофе готовы были видеть чуть ли не злой умысел. 

«Граждане депутаты! Когда я пришёл сюда, я нисколько не удивился известию о том, что обвалился потолок над местами, где должны были заседать народные представители. Я уверен, что потолки крепче всего в министерствах, в Департаменте полиции и в других учреждениях», — кричал с трибуны Григорий <Алексеевич> Алексинский (социал-демократ). (Шум. Аплодисменты.) 

Правда, некоторые ораторы приводили и благоразумные доводы: правительство не виновато, был лишь недосмотр и т. д.; но они явно противоречили возбуждённому настроению левых депутатов.— Евлогий, 1947, с. 174
Вина за обрушение потолка легла на строительную комиссию, но виновнее всех оказался А. А. Бруни, заведовавший ремонтом дворца. «Эта катастрофа явилась для меня страшной неожиданностью, — оправдывался он. — Потолок казался безусловно крепким. Никаких показаний на возможность обвала не было. Нигде ни одной трещинки». В комиссию по расследованию чрезвычайного происшествия вошли архитекторы Л. Н. Бенуа, А. И. фон Го́ген и другие. Уже к вечеру определили причину катастрофы — некачественный ремонт зала, произведённый годом ранее. Выяснилось, что клинообразные гвозди ручной ковки легко выпадали при усушке дерева, что и произошло. Непосредственной же причиной обвала потолка стало то, что накануне, ввиду намеченного приезда в Думу Столыпина, чердак осматривали агенты охраны и пожарные. Полтора десятка человек долго ходили по чердаку и простукивали его. Именно это воздействие на ветхий потолок оказалось роковым. Вечером следующего дня на Невском проспекте появилась шайка неких юнцов, бодро кричавших: «Купите на память останки парламентского зала, осколки потолка!». Многие охотно приобретали у них сомнительного вида обрывки войлока, ржавые гвозди и кирпичные обломки. После того, как Госдума объявила перерыв в работе до окончания ремонта зала, многие депутаты, несмотря на грозившую опасность обвала остальной части потолка, поспешили к своим заваленным штукатуркой креслам. Из-под груды мусора они доставали книги и записи. А некоторые отламывали себе на память куски щеп, вытаскивали на сувениры роковые гвозди.
Из газеты «Русское слово»:

ПЕТЕРБУРГ, 8, III. Ремонт зала заседаний в Таврическом дворце совершенно закончен; потолок забран покрытой лаком вагонной обшивкой; пол, местами повреждённый, исправлен; депутатские кресла исправлены; отлакированы повреждённые люстры, кроме средней, исправлены и вновь повешены. В акустическом отношении зал много выиграл: звук стал громче и явственнее. <...>
Возобновление заседаний Думы в Таврическом дворце предполагается 12 марта. Многие депутаты осматривают зал и снова укрепляют на прежних местах свои визитные карточки. Приблизительно ремонт обойдётся в 14 000 руб.

## III созыв
Одновременно с указом о роспуске думы II созыва 3 июня 1907 года было опубликовано новое Положение о выборах в Думу, то есть новый избирательный закон. Согласно этому закону и была созвана новая дума. Выборы происходили осенью 1907 года. В 1-ю сессию Государственная дума III созыва насчитывала 441 депутата: крайних правых депутатов — 50, умеренно-правых и националистов — 97, октябристов и примыкавших к ним — 154, «прогрессистов» — 28, кадетов — 54, трудовиков — 13, социал-демократов — 19, мусульманская группа — 8, литовско-белорусская группа — 7, Польское коло — 11. Эта Дума была значительно правее двух предыдущих.
Председателями Думы 3-го созыва были: Н. А. Хомяков (октябрист) — с 1 ноября 1907 г. по 4 марта 1910 г., А. И. Гучков (октябрист) с 29 октября 1910 г. по 14 марта 1911 г., М. В. Родзянко (октябрист) с 22 марта 1911 г. по 9 июня 1912 г.
Товарищами председателя — князь В. М. Волконский (умеренно правый), барон А. Ф. Мейендорф (октябрист) с 5 ноября 1907 г. по 30 октября 1909 г., С. И. Шидловский (октябрист) с 30 октября 1909 г. по 29 октября 1910 г., М. Я. Капустин (октябрист) с 29 октября 1910 г. по 9 июня 1912 г. Секретарём — И. П. Созонович (правый).
Состоялось пять сессий: с 1 ноября 1907 г. по 28 июня 1908 г., с 15 октября 1908 г. по 2 июня 1909 г., с 10 октября 1909 г. по 17 июня 1910 г., с 15 октября 1910 г. по 13 мая 1911 г., с 15 октября 1911 г. по 9 июня 1912 г. Третья Дума, единственная из четырёх, проработала весь положенный по закону о выборах в Думу пятилетний срок — с ноября 1907 года по июнь 1912 года.
«Октябристы» — партия крупных землевладельцев и промышленников — управляли работой всей Думы. Причём главным их методом было блокирование по разным вопросам с разными фракциями. Когда блокировались с откровенно правыми, появлялось правооктябристское большинство, когда составляли блок с прогрессистами и кадетами — октябристско-кадетское большинство. Но суть деятельности всей Думы от этого менялась незначительно.
Острые споры в думе возникали по разным поводам: по вопросам реформирования армии, по крестьянскому вопросу, по вопросу об отношении к «национальным окраинам», а также из-за личных амбиций, раздиравших депутатский корпус. Но и в этих крайне трудных условиях оппозиционно настроенные депутаты находили способы высказывать своё мнение и критиковать самодержавный строй перед лицом всей России. С этой целью депутаты широко использовали систему запросов. На всякое чрезвычайное происшествие депутаты, собрав определённое количество подписей, могли подать интерпелляцию, то есть требование к правительству отчитаться о своих действиях, на что должен был дать ответ тот или иной министр.
Большой опыт был накоплен в Думе при обсуждении различных законопроектов. Всего в Думе действовало около 30 комиссий. Большие комиссии, например, бюджетная, состояли из нескольких десятков человек. Выборы членов комиссии производились на общем собрании Думы по предварительному согласованию кандидатур во фракциях. В большинстве комиссий все фракции имели своих представителей.
Законопроекты, поступавшие в Думу из министерств, прежде всего рассматривались думским совещанием, состоявшим из председателя Думы, его товарищей, секретаря Думы и его товарища. Совещание делало предварительное заключение о направлении законопроекта в одну из комиссий, которое затем утверждалось Думой.
Каждый проект рассматривался Думой в трёх чтениях. В первом, которое начиналось с выступления докладчика, шло общее обсуждение законопроекта. По завершении прений председатель вносил предложение о переходе к постатейному чтению.
После второго чтения председатель и секретарь Думы делали свод всех принятых по законопроекту постановлений. В это же время, но не позднее определённого срока, разрешалось предлагать новые поправки. Третье чтение являлось по существу вторым постатейным чтением. Смысл его состоял в нейтрализации тех поправок, которые могли пройти во втором чтении при помощи случайного большинства и не устраивали влиятельные фракции. По завершении третьего чтения председательствующий ставил на голосование законопроект в целом с принятыми поправками.

## IV созыв
Подготовка к выборам в IV Думу началась уже в 1910 году: правительство предпринимало огромные усилия к тому, чтобы создать нужный ему состав депутатского корпуса, а также максимально задействовав на выборах священнослужителей. Оно мобилизовало силы, чтобы не допустить обострения внутриполитической обстановки в связи с выборами, провести их «бесшумно» и с помощью «нажима» на закон сохранить и даже усилить свои позиции в Думе, и не допустить её сдвиг «влево». В результате правительство оказалось в ещё большей изоляции, так как октябристы отныне твёрдо перешли наравне с кадетами в легальную оппозицию.

### Законодательная деятельность
Последняя в истории самодержавной России Дума работала в предкризисный для страны и всего мира период. С ноября 1912 года по февраль 1917 года состоялось пять сессий. Две пришлись на довоенный период и три — на период Первой мировой войны. Первая сессия проходила с 15 ноября 1912 года по 25 июня 1913 года, вторая — с 15 октября 1913 года по 14 июня 1914 года, чрезвычайная сессия состоялась 26 июля 1914 года. Третья сессия собиралась с 27 по 29 января 1915 года, четвёртая — с 19 июля 1915 года по 20 июня 1916 года, и пятая — с 1 ноября 1916 года по 25 февраля 1917 года.
По составу она мало отличалась от третьей, в рядах депутатов значительно прибавилось священнослужителей.
Среди 442 депутатов Госдумы IV созыва националистов и умеренно-правых — 120, октябристов — 98, правых — 65, кадетов — 59, прогрессистов — 48, три национальные группы (польско-литовско-белорусская группа, Польское коло, мусульманская группа) насчитывали 21 депутата, социал-демократы — 14 (большевиков — 6, меньшевиков — 7, 1 депутат, не являвшийся полноправным членом фракции, примыкал к меньшевикам), трудовики — 10, беспартийные — 7. Председателем думы был избран октябрист М. В. Родзянко. Товарищами председателя были: князь Д. Д. Урусов (прогрессист) с 20 ноября 1912 г. по 31 мая 1913 г., князь В. М. Волконский (беспартийный, умеренно правый) с 1 декабря 1912 г. по 15 ноября 1913 г., Н. Н. Львов (прогрессист) с 1 июня по 15 ноября 1913 г., А. И. Коновалов (прогрессист) с 15 ноября 1913 г. по 13 мая 1914 г., С. Т. Варун-Секрет (октябрист) с 26 ноября 1913 г. по 3 ноября 1916 г., А. Д. Протопопов (левый октябрист) с 20 мая 1914 г. по 16 сентября 1916 г., Н. В. Некрасов (кадет) с 5 ноября 1916 г. по 2 марта 1917 г., граф В. А. Бобринский (националист) с 5 ноября 1916 г. по 25 февраля 1917 г., секретарём IV Думы был октябрист И. И. Дмитрюков.
С 1915 года ведущую роль в думе играл Прогрессивный блок. Четвёртая Дума и до Первой мировой войны, и во время неё часто находилась в оппозиции к правительству.

### IV Государственная дума и Февральская революция
25 февраля (10 марта) 1917 император Николай II подписал указ о прекращении занятий Думы и Госсовета до апреля того же года; Дума отказалась подчиниться, собираясь в частных совещаниях.
Будучи одним из центров оппозиции Николаю II, Дума сыграла ключевую роль в Февральской революции: её членами 27 февраля был образован Временный комитет Государственной думы, де-факто принявший на себя функции верховной власти, сформировав Временное правительство России.
После падения монархии Дума ни разу не собиралась в полном составе, хотя регулярные заседания проводил Временный комитет Государственной думы.
6 (19) октября 1917 года Временное правительство окончательно распустило Государственную думу в связи с подготовкой выборов в Учредительное собрание, а до его созыва временным представительным органом объявило Всероссийский демократический совет.
18 (31) декабря 1917 года Совет народных комиссаров своим декретом упразднил канцелярию Думы и её Временного комитета.
Сейчас Государственной думой называется нижняя палата Федерального собрания Российской Федерации.

## Законодательство о выборах
- Манифест от 6 августа 1905 года
- Манифест от 17 октября 1905 года
- Положение о выборах в Государственную думу от 3 июня 1907 года